# مرکز مالی

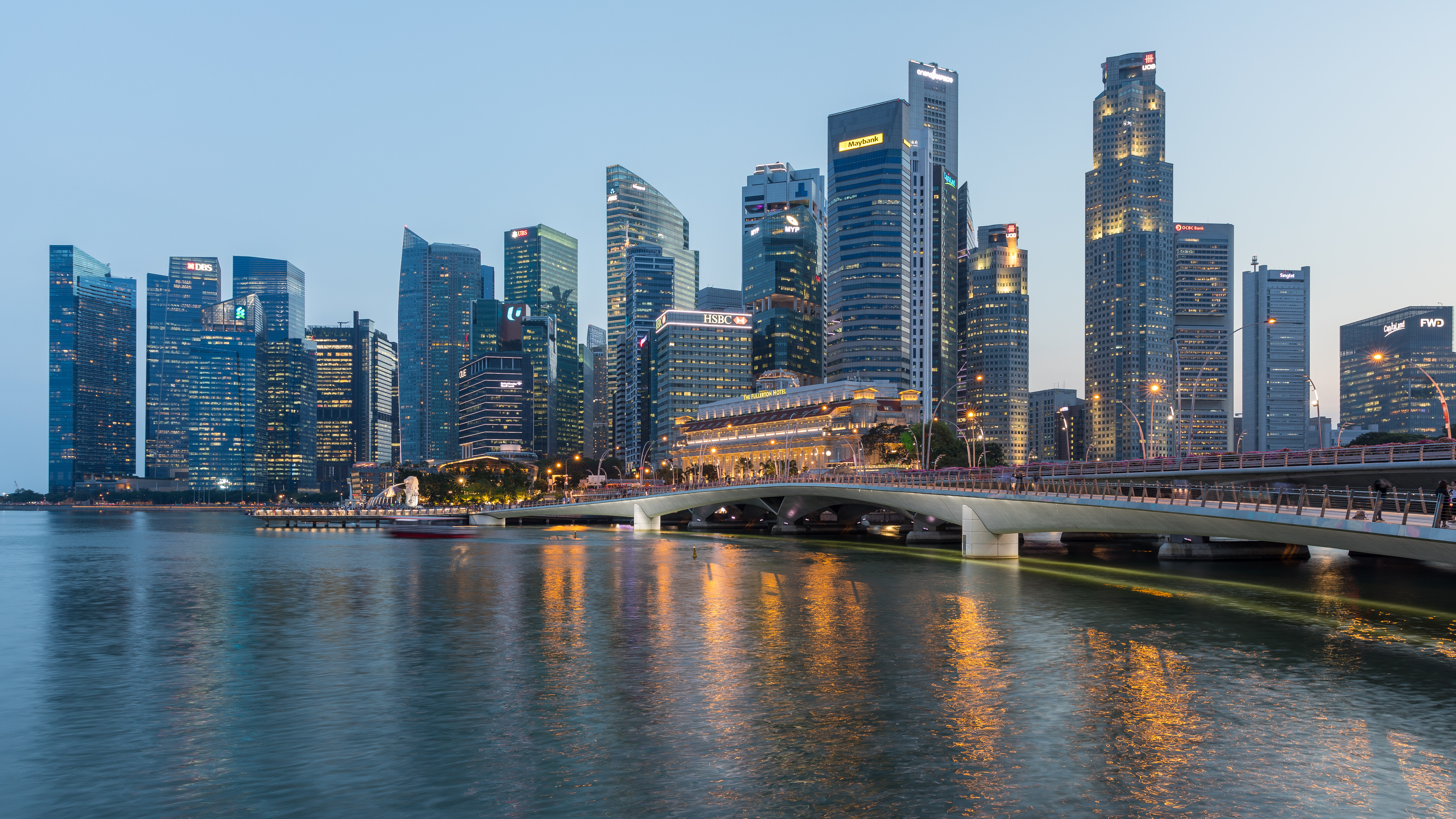
سنگاپور، یکی از مهم‌ترین مراکز تجاری جهان

مرکز مالی یا قطب تجاری بخشی از یک شهر جهانی است که مرکز فعالیت برای بازرگانی، تجارت و شرکت‌های تجاری می‌باشد. همچنین یک مرکز مالی مقر بانک‌های معروف جهان یا بورس‌های بزرگ است.

## پیشینه
مرکزهای مالی در مناطقی با تراکم و چگالی بالایی از کارگزاران اقتصادی در بخش‌هایی چون بانکداری، مدیریت دارایی، بیمه و بازارهای مالی به همراه مکان‌ها و خدمات پشتیبانی‌کننده این فعالیت‌ها پدیدار می‌شود. کارگزاران اقتصادی این مرکزها می‌تواند دربرگیرنده میانجی‌ها و واسطه‌های مالی (از جمله بانک‌های سرمایه‌گذاری یا کارگزاران بورس)، سرمایه‌گذاران نهادی (شرکت‌های سرمایه‌گذاری، صندوق سرمایه‌گذاری مشترک، شرکت‌های بیمه عمر، صندوق بازنشستگی، شرکت‌های بیمه، صندوق پوشش ریسک و ...)، یا منتشرکنندگان اوراق قرضه (شرکت‌ها یا دولت‌ها) باشد. تراکنش‌های دادوستدی ممکن است در جاهایی چون بورس انجام پذیرد و دربرگیرنده فعالیت‌هایی چون تسویه وجوه باشد، هر چند بسیاری از تراکنش‌های ممکن از به راه فرابورس میان خود کارگزاران اقتصادی انجام گیرد. 
مرکزهای مالی عمدتاً میزبان شرکت‌هایی هستند که به ارائه دامنه گسترده‌ای از خدمات مالی می‌پردازند. برای نمونه کنش‌هایی در پیوند با ادغام‌ها و اکتساب‌ها، عرضه عمومی، اقدامات شرکتی، یا دیگر بخش‌های خدمات مالی همچون سرمایه‌گذاری خصوصی و بیمه اتکایی را نام برد. خدمات مالی یاری‌رسان نیز آژانس‌های رتبه‌بندی اعتباری، خدمات حرفه‌ای، مشاوره و رایزنی مالی، حسابداری مدیریت و مشاوره حقوقی را دربرمی‌گیرد.    

## رتبه‌بندی

### شاخص جهانی مرکزهای مالی
تا تاریخ سپتامبر 2018 ده مرکز مالی برتر جهانی بر پایه شاخص جهانی مرکزهای مالی که دربردارنده یکصد مرکز مالی برتر بود به شرح زیر فهرست شده بود
| رتبه | مرکز         | تراز |
| 1    | نیویورک سیتی | 788  |
| 2    | لندن         | 786  |
| 3    | هنگ کنگ      | 783  |
| 4    | سنگاپور      | 769  |
| 5    | شانگهای      | 766  |
| 6    | توکیو        | 746  |
| 7    | سیدنی        | 734  |
| 8    | پکن          | 733  |
| 9    | زوریخ        | 732  |
| 10   | فرانکفورت    | 730  |

### جدول مراکز مالی جهان
رده بندی یازده مرکز مالی بزرگ جهان بر اساس ارزش گذاری جدول مراکز مالی جهان در سال ۲۰۱۱:
| ۱.   | لندن    |
| ۲.   | نیویورک |
| ۳.   | هنگ کنگ |
| ۴.   | سنگاپور |
| =۵.  | شانگهای |
| =۵.  | توکیو   |
| ۷.   | شیکاگو  |
| ۸.   | زوریخ   |
| ۹.   | ژنو     |
| =۱۰. | سیدنی   |
| =۱۰. | تورنتو  |

## شهرهای قدرتمند اقتصادی جهان
رده بندی ۱۰ مرکز بزرگ مالی جهان براساس اعلان فوربز در سال ۲۰۰۸:
1. لندن
2. هنگ کنگ
3. نیویورک
4. توکیو
5. شیکاگو
6. سئول
7. پاریس
8. لس آنجلس
9. شانگهای
10. تورنتو